# 17-й пехотный полк (Австро-Венгрия)
17-й Краинский пехотный полк (нем. Krainerisches Infanterie-Regiment Nr. 17) — словенский краинский пехотный полк Единой армии Австро-Венгрии.

## История
Образован в 1674 году. Также известен как 17-й пехотный полк «Рыцарь фон Мильде» (нем. Infanterieregiment Ritter von Milde Nr.17). С 1817 года после переброски из Чехии в Словению стал называться Краинским. Участвовал в австро-турецких, Наполеоновских и итальянских войнах, Семилетней войне, подавлении Венгерского восстания и оккупации Боснии и Герцеговины. В разное время покровителями полка были:
- 1674—1675: граф Генрих Ройс-Плауэн
- 1675—1694: барон Фердинанд фон Штадль
- 1694—1702: граф Карл Эгон цу Фюрстенберг
- 1703: принц Филипп Лонгеваль
- 1703—1737: герцог Карл Александр фон Вюртемберг
- 1737—1769: граф Каетан Коловрат
- 1773—1780: барон Йоханн фон Кох
- 1780—1796: принц Фридрих Гогенлоэ-Кирхберг
- 1801—1825: принц Генрих XV Ройс-Плауэн
- 1826—1866: принц Густав Вильгельм Гогенлоэ-Лангенбург
- 1866—1896: барон Кун фон Кунфельд
- 1886—1918: рыцарь фон Мильде

Полк состоял из 4-х батальонов: 1-й базировался в Лайбахе, 2-й, 3-й и 4-й — в Клагенфурте. В полк призывались уроженцы Гореньской, Доленьской, Нотраньской областей и Белой Крайны. Национальный состав полка по состоянию на 1914 год: 86% — словенцы, 14% — прочие национальности.
Полк сражался на Восточном фронте Первой мировой войны, участвовал в Галицийской битве осенью 1914 года. Солдаты полка, павшие в этих боях, похоронены на 22-м, 30-м, 42-м и 168-м западногалицийских военных кладбищах. В октябре 1915 года переброшен на итальянский фронт, в мае 1916 года там участвовал в большом наступлении на Тироль. До конца войны 17-й пехотный полк находился на итальянском фронте. После расформирования полка в 1918 году большая часть его военнослужащих попали в итальянские лагеря военнопленных и покинули их только в 1919 году.

## Командиры
- 1873: полковник Алоиз дю Амель де Керлон
- 1903: полковник Уго Ханель
- 1906—1908: полковник Йоахим Ботич
- 1909: барон Густав фон Карвинский
- 1910—1912: полковник Август Гланштниг
- 1913—1914: полковник барон Адольф фон Штильфрид унд Ратениц

## Известные военнослужащие
- Карел Клапалек (1893—1984), Герой ЧССР
- Альфонс Цибулька (1842—1894), словацкий композитор
- Франц Йозеф Иоганн Ярый, отец Рихарда Ярого; имел звание майора